# Simpsonovi v Africe
Simpsonovi v Africe (v anglickém originále Simpsons Safari) jsou 17. díl 12. řady (celkem 265.) amerického animovaného seriálu Simpsonovi. Scénář napsal John Swartzwelder a díl režíroval Mark Kirkland. V USA měl premiéru dne 1. dubna 2001 na stanici Fox Broadcasting Company a v Česku byl poprvé vysílán 26. listopadu 2002 na stanici ČT1.

## Děj
Zatímco Marge odveze Maggie do nemocnice poté, co Maggie spolkla celé číslo časopisu Time, Homer, Bart a Líza jdou nakoupit potraviny. Homer a ostatní zákazníci v obchodě špatně zachází s pracovníky umísťujícími zboží do tašek, což vede k jejich stávce. Nakupování bez obsluhy není možné, a tak nemohou Springfielďané nakoupit další potraviny. Když Simpsonovým dojde doma jídlo, vydá se rodina za Spasitelem na půdu, kde najde 30 let starou krabici zvířecích krekrů. 
Homer se zakousne do zlaté žirafy, která je vítězným kusem soutěže o výlet do Afriky. Společnost vyrábějící zvířecí krekry zpočátku odmítá výhru uznat, protože soutěž skončila před řadou let. Když však Homera zasáhne ostrý roh krabice do oka, společnost Simpsonovým výlet do Afriky daruje, aby se vyhnula žalobě. 
Rodina přistane v Tanzanii. Když je rodina v Africe, jejich průvodce Kitenge je vezme za poznáním takových památek, jako je Masai Mara, kráter Ngorongoro, soutěska Olduvai a setkání se skupinou masajských kmenů. Během temperamentního kmenového tance se Homerovi podaří rozzuřit hrocha. Ten rodinu pronásleduje, ale jim se podaří uniknout pomocí kmenového štítu jako voru sjíždějícího rozbouřenou řeku Zambezi. Poté, co rodina přežije pád nad Viktoriinými vodopády, se nakonec dostane na horu Kilimandžáro a narazí na nedalekou šimpanzí rezervaci, kterou spravuje vědkyně Dr. Joan Bushwellová (parodie na Jane Goodallovou). Ta tvrdí, že zkoumá chování zvířat, když vtom dorazí skupina pytláků, kteří chtějí šimpanze unést. 
Simpsonovi se snaží pytláky zadržet, ale ti nakonec do rezervace proniknou. Pytláci jsou odhaleni jako aktivisté Greenpeace, kteří dokáží, že doktorka Bushwellová je ve skutečnosti otrokářka šimpanzů, která využívá jejich práci v nedalekém diamantovém dole. V obavách, že ji Simpsonovi nahlásí úřadům, nabídne doktorka Bushwellová všem jako úplatek diamanty – což všichni Simpsonovi kromě Lízy s radostí přijmou. Během cesty letadlem zpět do Springfieldu vyjde najevo, že jejich bývalý průvodce Kitenge je nyní prezidentem země, přičemž bývalý prezident je nyní stevardem Simpsonových.

## Produkce
Scéna z dílu ukazuje, jak někteří obyvatelé Springfieldu špatně zacházejí s pracovníky umísťujícími zboží do tašek, což je přiměje ke stávce. Tato pasáž byla inspirována obchodem Albertsons v Los Angeles, jehož zaměstnanci v době vzniku epizody stávkovali. S nápadem, aby Simpsonovi navštívili Afriku, přišel scenárista Larry Doyle. Scenárista John Swartzwelder byl poté pověřen napsáním prvního návrhu scénáře epizody. Kvůli jeho účasti na epizodě obsahuje díl podle scenáristy Matta Selmana několik „klasických“ Swartzwelderových vtipů. Mezi ně patří například obal krabice se zvířecími krekry nebo diskuze Homera a doktorky Joan Bushwellové o zápachu výkalů v doktorově chatě. Poté, co Swartzwelder napsal první verzi, scenáristé scénář přepsali. Při psaní epizody autoři záměrně uváděli faktické chyby, aby naštvali diváky, kteří chtěli, aby seriál působil realisticky. Selman k epizodě řekl: „Je to taková kombinace opravdu pěkných, pozorovatelských návrhů a pak jen (…) věci, které jsou záměrně špatně. Aby naštvaly lidi, kterým záleží na tom, aby věci byly reálné.“.
Režie dílu se ujal Mark Kirkland, který Afriku navštívil již dříve. Když mu bylo šestnáct let, strávil Kirkland šest týdnů v Keni s filmovým štábem, který natáčel dokumentární film s názvem A Visit to a Chief's Son. Když si poprvé přečetl scénář, zjistil, že epizoda je geograficky „všude“. „Bylo by to, jako kdybychom ve Spojených státech řekli: ‚Vyšel jsem z hlavního nádraží, pak jsem zahnul doleva a stál jsem na jižním okraji Grand Canyonu.‘. Lokace jsou prostě všude možně,“ uvedl v komentáři k epizodě na DVD. Přesto se Kirkland snažil, aby epizoda vypadala co nejrealističtěji, a čerpal přitom vliv ze svých zkušeností z Keni.
Například sloupek řízení Kitengeho Land Roveru je umístěn na pravé straně vozu. V jedné části epizody Simpsonovi navštíví Masaje, nilotskou etnickou skupinu polokočovných lidí, která se nachází v Keni a severní Tanzanii. Způsob, jakým někteří Masajové v epizodě tančí, je také věrný tradičnímu tanci, který Masajové předvádějí v reálném životě, a ačkoli pití kravské krve je věrné kultuře Masajů, používání destiček na rty a kroužků na krku nikoli. „To pro mě byla docela zábava, snažit se tyhle věci (…) udělat tak šílené, jako je příběh, aby byly realistické,“ komentoval režii epizody Kirkland.
V jedné scéně epizody Simpsonovi plují po řece a rodinu spatří dva Afričané, kteří mluví svahilsky. Navíc píseň, kterou Kitenge zpívá při řízení Simpsonových („Wé-Wé“ od Angélique Kidjo), byla v Africe populární. Aby zněla přesně, Hanka Azariu, který v epizodě ztvárňuje Kitengeho, naučil zpívat píseň foneticky profesor svahilštiny na Kalifornské univerzitě v Los Angeles. Dr. Joan Bushwellovou, postavu „typu Jane Goodallové“ v epizodě, ztvárnila americká dabérka Tress MacNeilleová, která v seriálu mimo jiné namluvila i Lindsey Naegleovou. Všechny zvuky zvířat (kromě Spasitele, kterého namluvil dabér Dan Castellaneta) namluvil americký herec Frank Welker.

## Vydání a přijetí
V původním americkém vysílání 1. dubna 2001 získal díl podle agentury Nielsen Media Research rating 7,5, což znamená přibližně 7,7 milionu diváků. V týdnu od 26. března do 1. dubna 2001 se epizoda umístila na 42. místě ve sledovanosti, čímž se vyrovnala epizodě televizního zpravodajství Dateline NBC. Později téhož roku byla epizoda nominována na cenu Primetime Emmy v kategorii vynikající hudební kompozice pro seriál (dramatický podkres). Nakonec prohrála s dílem sci-fi seriálu Star Trek: Vesmírná loď Voyager. Od svého odvysílání byla epizoda dvakrát vydána na DVD. Dne 23. května 2005 byla vydána spolu s epizodou 10. řady Třicet minut v Tokiu, dílem 13. série Může za to Líza a dílem 15. řady Obtěžoval jsem anglickou královnu jako součást DVD s názvem Simpsons Around The World In 80 D'ohs. 18. srpna 2009 byla epizoda vydána jako součást DVD s názvem The Simpsons: The Complete Twelfth Season. Na audiokomentáři k epizodě se podíleli Mike Scully, Ian Maxtone-Graham, Matt Selman, Tim Long, Yeardley Smithová, Mark Kirkland a Michael Marcantel.
Bývalý showrunner Simpsonových Mike Reiss na přednášce v Bristolu ve státě Connecticut v dubnu 2007 prohlásil, že díl je jednou ze dvou epizod seriálu, které nemá rád.
Po vydání na DVD se díl dočkal smíšených hodnocení od kritiků. 
Ve své recenzi na The Simpsons: The Complete Twelfth Season Colin Jacobson z DVD Movie Guide popsal epizodu jako „mizernou“. I když připustil, že pár scén mu přišlo vtipných, tvrdil, že díl příliš spoléhá na široké gagy a „nikdy nehrozí, že by se stal inspirativním nebo zábavným“.
Will Harris pro Bullz-Eye.com epizodu ohodnotil rovněž negativně. Tvrdil, že premisa je „směšná“ a že epizoda „připomíná dlouholetým fanouškům, že dny naprosté komediální dokonalosti seriálu jsou již za nimi“.
Naproti tomu Mac McEntire z DVD Verdict se u dílu pobavil. Ačkoli se mu většinou líbí epizody, které jsou „přízemní“ a kladou důraz na rodinu Simpsonových, McEntire napsal, že „méně realistické, více přehnaně bláznivé“ díly jako Simpsonovi v Africe tvoří nejlepší epizody řady.
Jason Bailey z DVD Talku napsal, že díl využívá jeden z jeho oblíbených příběhových prvků, který nazval „putující děj“. Napsal: „Jejich zvyk využívat první dějství jako odvádění pozornosti, které se zbytkem dílu souvisí jen napůl, je geniální a zábavný. Díl například začíná delší pasáží o stávce pracovníků, která přivede rodinu k zoufalým kulinářským opatřením, jež pak Homera přivedou ke krabici se zvířecími krekry na půdě, což následně vede k objevení ceny v krabici pro výlet na safari, který zahrnuje zbytek epizody. Takové věci dělají už léta, ale pořád to funguje.“.